# صومعه

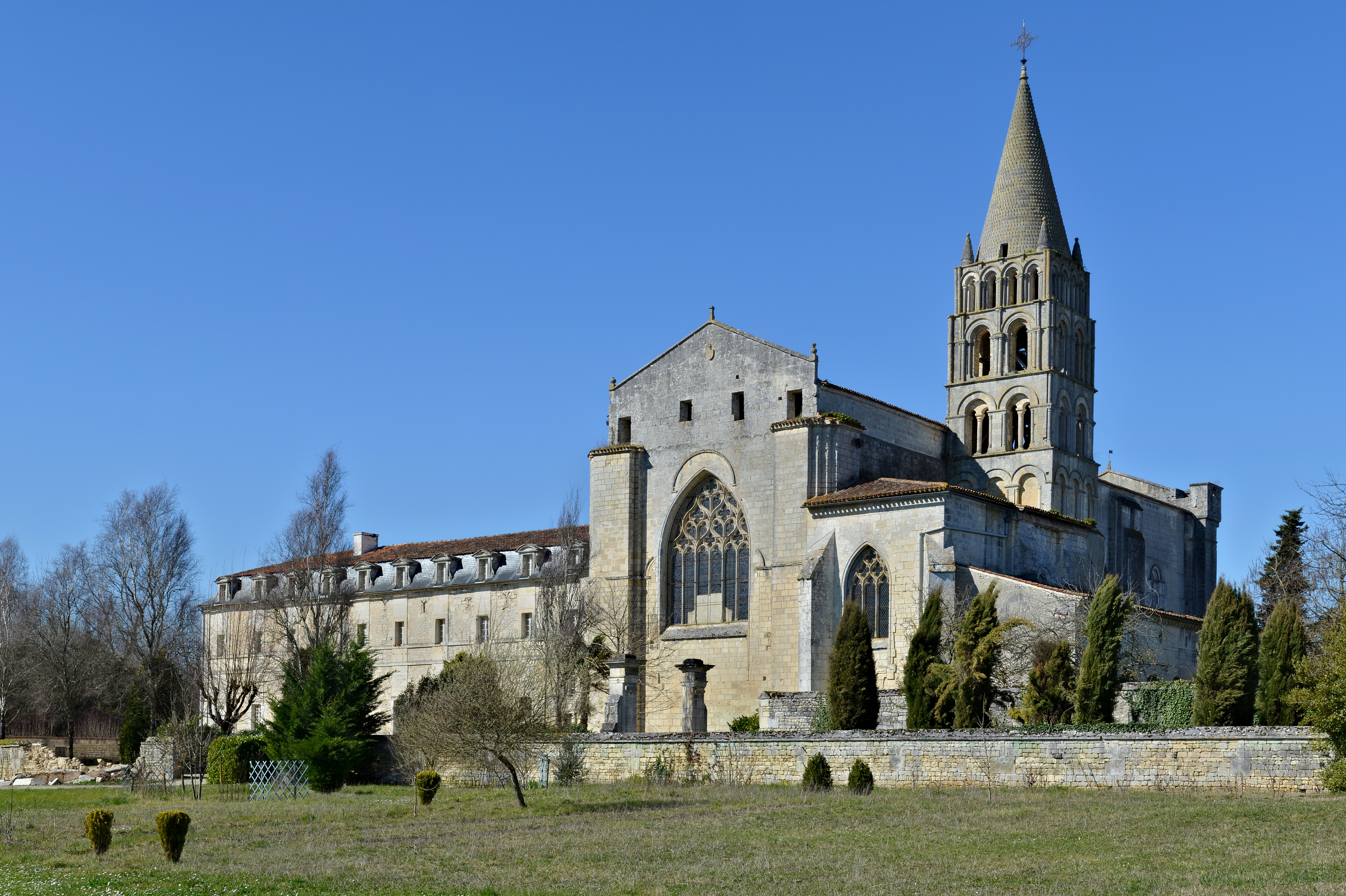
صومعه ساینت اتین متعلق به سده ۱۱ میلادی در پواتو-شرانت واقع در فرانسه

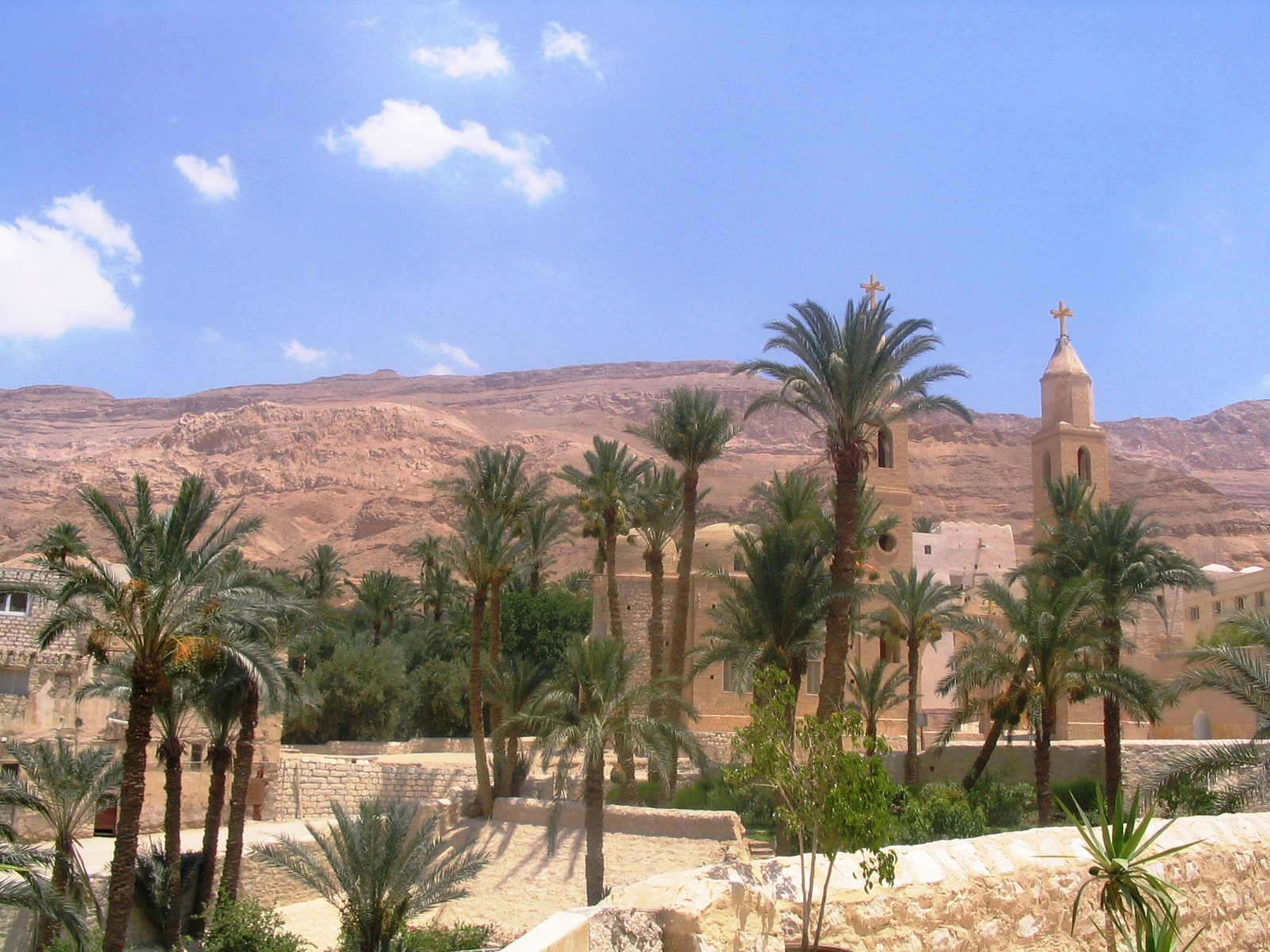
صومعهٔ سنت آنتونی، قدیمی‌ترین صومعه مسیحی در جهان است.

صومِعِه یک ساختمان مذهبی است که راهب‌ها و راهبه‌ها تحت سرپرستی یک رئیس مرد یا زن در آن زندگی می‌کنند. در قرون وسطی صومعه‌های بسیاری در سراسر اروپا ساخته شدند. بعضی از صومعه‌ها کلیساهای زیبایی داشتند که زیر نظر آن‌ها اداره می‌شدند.
یک صومعه اغلب دارای یک محوطه باز با تالار بزرگ، ایوان سرپوشیده برای قدم زدن، مطالعه و تفکر راهبان و یک خوابگاه برای استراحت آن‌ها بود. درون صومعه آشپزخانه، اصطبل، انبار و اتاق میهمان نیز وجود داشت و درون دیوارهای آن باغچه‌های صیفی جات ایجاد شده بودند.
راهبها غذای خود را در سالن بزرگ غذاخوری صرف می‌کردند. گاهی راهب‌ها و راهبه‌ها غذای خود را در سکوت کامل صرف می‌کردند و در حین غذا خوردن به آیاتی از کتاب مقدس گوش می‌دادند.
آن‌ها هر نوع کاری از جمله نظافت، آشپزی، نجاری، کشاورزی و پرورش زنبور عسل انجام می‌دادند. بعضی از صومعه‌ها به خاطر محصولاتشان مانند دارو و پنیر معروف بودند. راهب‌ها از معدود افراد باسواد آن روزگار بودند و دستخط و کتاب‌های مصور آن‌ها بسیار گران‌قیمت بود.
در طی سال‌های ۱۵۲۴ تا ۱۵۴۰، به دستور هنری هشتم تمام صومعه‌های انگلستان تعطیل شدند و مالکیت زمین‌هایشان نیز از بین رفت.

## نکات جالب
- هوای صومعه‌ها بسیار سرد بود. احتمالاً در زمستان گرم نگهداشتن اتاق‌ها برای راهب‌ها کار بسیار دشواری بوده‌است. بجز داخل درمانگاه که بیماران مراجعه می‌کردند، در آشپزخانه و اتاق نشیمن و جاهای دیگر اجازه روشن کردن آتش داده نمی‌شد و راهب‌ها هر بار فقط چند دقیقه اجازه داشتند در اتاق گرم به سر ببرند.

## کتاب‌های قرون وسطی
راهب‌ها و راهبه‌ها از معدود کسان باسواد قرون وسطی بودند می‌توان گفت تقریباً تمامی کتاب‌های قرون وسطی به دست آن‌ها نوشته شده‌است؛ آن‌ها تمامی کتاب‌های قرون وسطی را با دست نوشته و برای آن‌ها تصویر می‌کشیدند.
تقریباً تمامی صومعه‌ها دارای کتاب‌خانه‌ای بودند که راهبان تحصیل کرده به رونویسی کتاب‌ها و تألیف کتب پزشکی، تاریخی، و فلسفه می‌پرداختند.